# Дарбука
Дарбу́ка, дарабука, дербука, думбек — небольшой кубкообразный барабан, широко распространённый на Ближнем Востоке, в Египте, странах Магриба, в Закавказье и на Балканском полуострове, а также среди цыган (ловари).

## Названия
«Дарбука» — это только одно из многочисленных названий этого инструмента, этимологически связанное, по всей видимости с арабским словом «darba» (ударять). Среди других названий используются следующие: «табла» (Верхний Египет), этимологически близкое к предыдущему названию «таблак» (Средняя Азия), «хога» (распространенный среди лодочников Нила), «дербока» (Марокко и Тунис), «дарабукка» (Алжир), «деблек» (Турция) и многие другие. Существуют две основные разновидности дарбуки — турецкая, с острым краем и египетская — с закругленным (её часто называют думбеком, особенно в европейских странах и Америке).

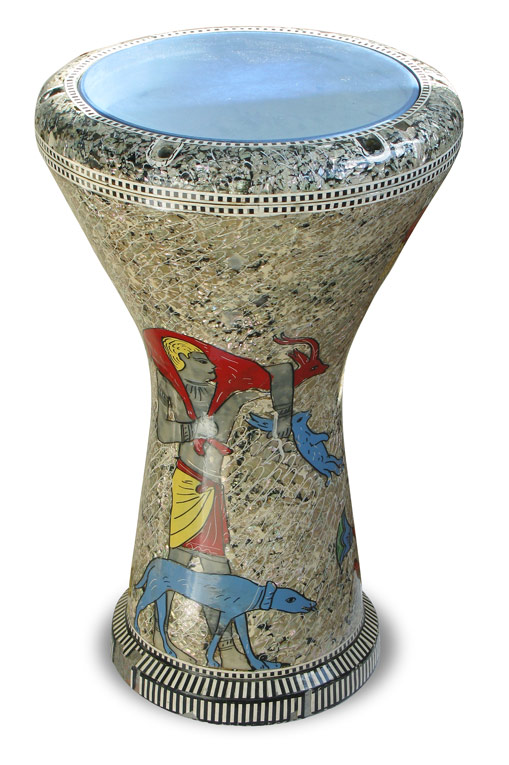
Профессиональная египетская дарбука
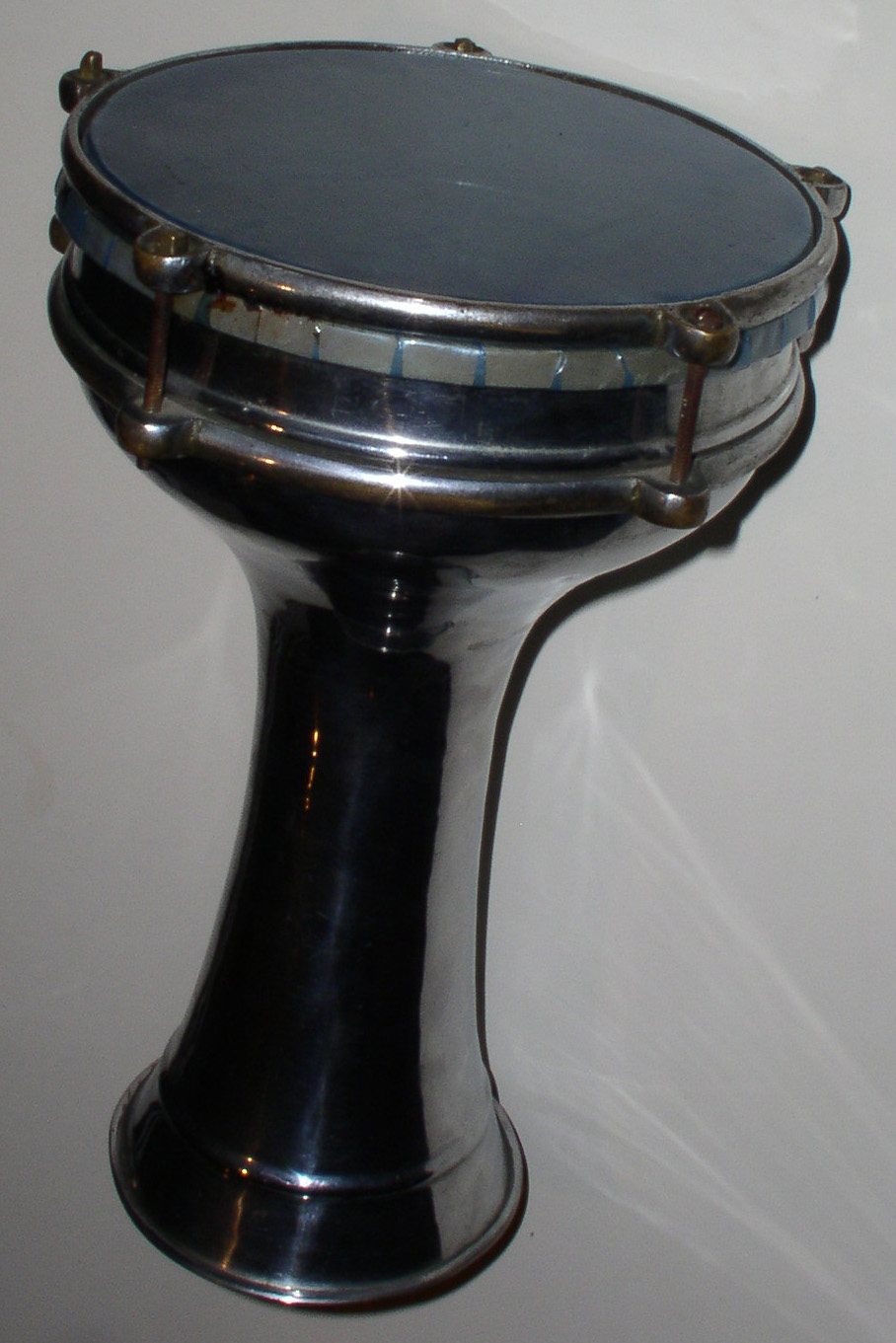
Турецкая дарбука с прямыми углами у пластиковой мембраны
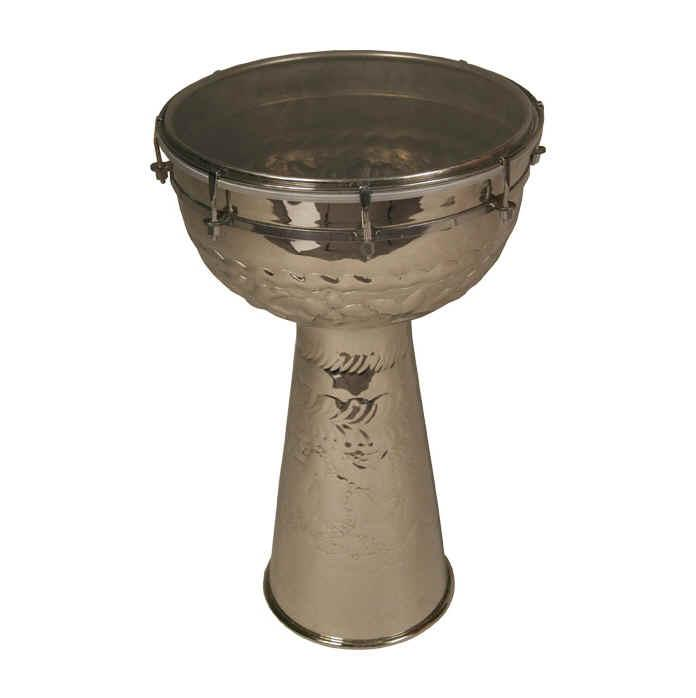
Думбек

## История

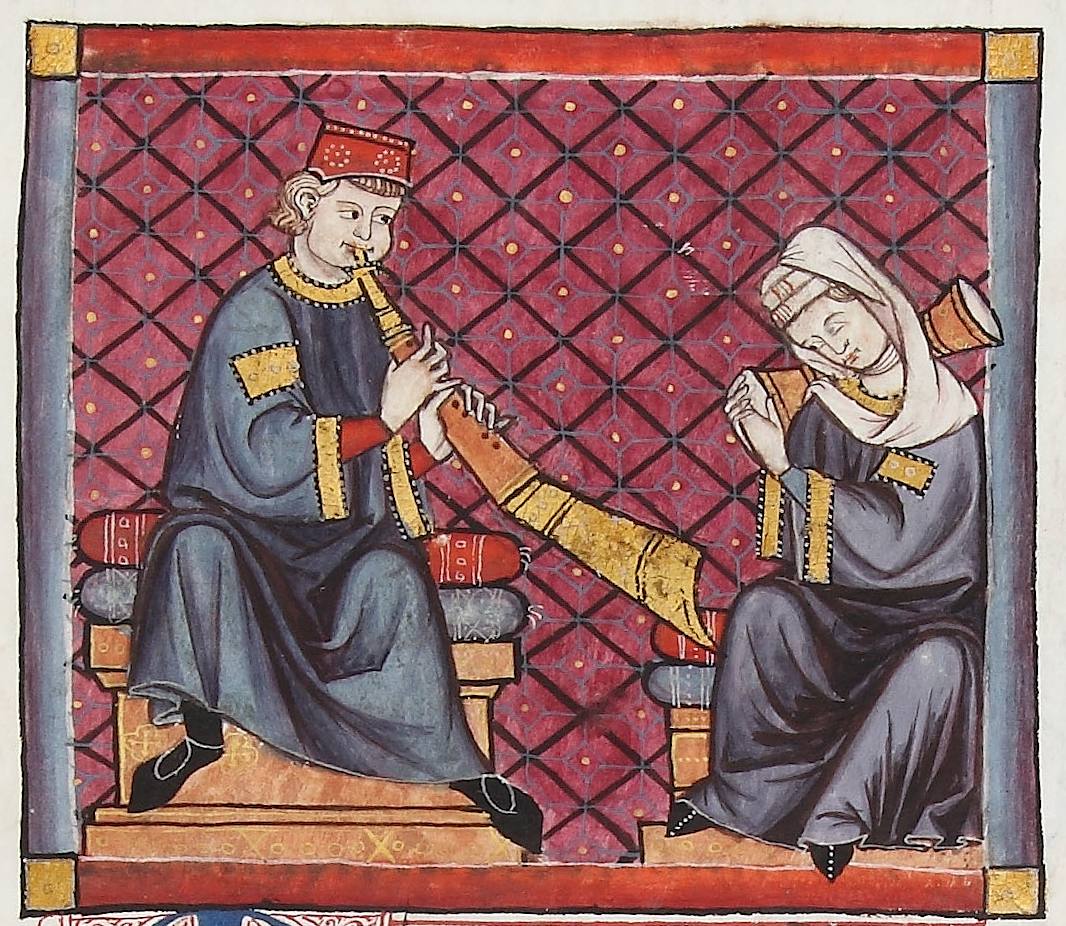
Женщина держит барабан в форме кубка. «Песни Девы Марии», XIII век

В Европе барабаны в форме кубка встречаются со времён позднего неолита и раннего бронзового века, от Южной Дании через Германию (где их найдено больше всего) до Чехии и Польши. В алтайских захоронениях, датированных V веком до н. э., также обнаружены схожие барабаны. Эти барабаны встречаются в разных формах, и похоже, что древние мастера экспериментировали с формой и способами закрепления кожи, пытаясь найти оптимальное решение. Тем не менее в раннем бронзовом веке эти барабаны начинают исчезать. Схожесть этих барабанов с дарбукой позволяет рассматривать дарбуку как наиболее успешный вариант, который прижился на Ближнем Востоке и в Северной Африке, но почему-то исчез в Европе.
Что касается Ближнего Востока, то свидетельства существования барабанов кубкообразной формы встречаются ещё в XI веке до н. э.: на вавилонийском диске изображён высокий (приблизительно 90 см в высоту) барабан на очень короткой основе. Такие барабаны имели ритуальное значение и назывались «лилиш» (в англ.  варианте lilis). Это были храмовые барабаны на специальных подставках. Позже начали проявляться уменьшенные лилиш, так называемые лилишу (lilissu), которые имели уже немного другие пропорции; их можно было уже носить с собой. В Египте, в период Восемнадцатой династии (1550—1292 до н. э.), художником из Фив изображён барабан кубкообразной формы, и в Дейр-эль-Бахри есть также глиняная скульптура человека, играющего на таком инструменте. Эта уменьшенная форма барабана стала известна арабам, в культуру которых успешно и влилась.
Изображение такого барабана встречается в «Песнях Девы Марии», написанных во время правления Альфонса X Кастильского (XIII век, время освобождения от арабского господства в Испании). Это изображение еврейской пары, где женщина держит барабан в форме кубка. В арабских источниках (сохранившиеся рисунки и иллюстрации) изображение барабана такой формы впервые встречается в рисунках, выполненных между 1519 и 1590, где персидские цыгане играют на подобных инструментах. В книге XIX века периода правления династии Каджаров в Персии также встречается подобный рисунок. На более ранних средневековых арабских картинах, изображающих музыкантов, чаще всего встречаются люди с бубнами (рик).
В западной классической музыке дарбука впервые была использована в опере Гектора Берлиоза «Троянцы» (Les Troyens, 1863), в «Танце нубийских рабов» в IV акте. Первые композиции для дарбуки и оркестра были написаны Халимом Эль-Дабхом в 1950-х годах; премьера его Fantasia-Tahmeel состоялась в Нью-Йорке в 1958 году. Струнным оркестром дирижировал Леопольд Стоковский. В середине 1960-х годов дарбука становилась всё популярнее в арабских оркестрах, в 1966 году она уже играла значительную роль в классической пьесе «Факаруни» (в исполнении Умм Кульсум). Сейчас дарбука широко применяется в современной арабской поп-музыке.
Думбек также используется во многих музыкальных коллективах. Традиционный танец живота без этого инструмента немыслим. Дарбука также используется в музыке для народного танца дабке, популярного в Леванте.

## Строение
Барабан первоначально изготавливали из обожжённой глины, позднее — из дерева (орех, абрикос), а на его верх натягивается телячья, козья или рыбья кожа. В последнее время популярны металлические дарбуки (алюминий или медь), мембраной служит специальный пластик. Встречаются также керамические дарбуки с пластиковой мембраной и металлические в сочетании с кожей.
Металлические дарбуки с пластиковой мембраной выгодно отличаются тем, что можно настраивать звук, контролируя степень натяжения мембраны с помощью болтов, а также тем, что практически неуничтожимы. Глиняные же барабаны гораздо более хрупкие, а кожаная мембрана очень чувствительна к влаге (рыбья кожа чуть более стойка к воде, чем козья или телячья).
Иногда внутрь дарбуки помещают нечто вроде бубна — небольшие съёмные металлические сагаты, позвякивающие при игре.
Средняя высота инструмента — 350—400 мм, диаметр — около 280 мм, хотя встречаются, конечно, разные. В зависимости от размера и, соответственно, звучания, дарбуки могут носить разные названия. Например, в Египте существует деление на табла (соло-барабан), дохолла (басовая дарбука) и симбати (сумбати) — нечто среднее между таблой и дохоллой.
Есть два основных типа дарбук: египетская дарбука и турецкая. У египетских дарбук края верхней части барабана сглажены (такие дарбуки часто называют думбеком), у турецких — нет. Такое строение даёт свои преимущества в технике игры для каждого типа: округлые края египетского думбека щадят пальцы и облегчают перекаты пальцами, но затрудняют щелчки; у турецкой дарбуки — наоборот. Однако, не следует думать, что тип барабана делает какую-то технику невозможной.
У инструментов «традиционного изготовления» мембрана закреплена верёвкой; у металлических дарбук мембрану сверху охватывает металлическое кольцо, крепящееся к корпусу болтами. У египетских дарбук эти болты утоплены в кольцо, у турецких вынесены вовне, что может мешать новичкам. Количество болтов обычно от пяти до восьми. Чем больше болтов, тем точнее можно настроить звучание барабана.
Возникающий из-за кубкообразной формы резонанс Гельмгольца позволяет добиваться гулкого и глубокого баса при несильном ударе. Этим же объясняется то, что думбеки с узкой «шейкой» корпуса генерируют более низкий звук при ударе по центру мембраны, чем те, у которых «шейка» шире.

## Техника игры

### Позиция
Инструмент традиционно держат с левой стороны. Играют чаще всего сидя (барабан на коленях, левая рука его придерживает; или же дарбука зажимается между колен) или стоя (барабан прижимается к левому боку, подвешивается на специальном ремне или кладётся на левое плечо). Играют на дарбуке ладонями и пальцами обеих рук. Ведущей при этом является правая рука, левая же используется в основном для орнаментирования ритма. Такое положение инструмента и сам принцип игры на нём очень схожи с техникой игры на рике.
Существует также техника комбинированной игры рукой и палочкой (в Турции такую палочку называют çubuk), распространённая в Турции, на Балканах и в Египте. Эта техника широко применяются местными цыганами.

### Извлечение звуков
Основных тонов два: низкий, получаемый от удара ближе к центру мембраны, и высокий, когда пальцы бьют по краю барабана. Несмотря на это, есть множество способов извлекать звуки, поэтому ритмы очень насыщены и богаты декоративными элементами, вроде щелчков или тремоло.
Разнообразие способов извлечения звуков велико: простые удары ладонью в район центра дарбуки (низкий), удары пальцами по краям, различные техники перекатывания пальцев (например, сплит-фингер), звонкие шлепки ладонью, звонкие и глухие щелчки, удары по корпусу дарбуки, просовывание руки внутрь барабана для изменения тембра низкого удара, игра на внутренней поверхности мембраны, трение мембраны, приглушение звука прижиманием мембраны пальцами/ладонью и т. д. Для заполнения ритма в интервалах используются и хлопки в ладоши.

## Ритмы
Множество ритмов являются синкопированными, когда акцент смещается на слабую долю такта.
| Ритм                              | Описание |
| --------------------------------- | --- |
| Максу́м (maqsoum) 4/4              | Распространён повсеместно |
| Ба́лади (baladi) 4/4               | Более фольклорный вариант максума, играется медленнее |
| Саи́ди (sayidi) 4/4                | Удвоен средний dum; популярен в Верхнем (Южном) Египте |
| Чифтете́ли (shiftatelli) 8/4       | Популярен в Греции и Турции, играется медленно |
| Масму́ди (masmoudi) 8/4            | Масмуда — одно из племён берберов в Марокко |
| Фалла́хи (falahi) 2/4              | Играется в два раза быстрее, чем максум. «Простонародный» ритм (см. феллах). Популярен в Верхнем Египте                                                                    |
| Айю́б (ayub) 2/4                   | Похож на фаллахи, распространён повсеместно. В медленной форме используется в ритуальном трансовом танце «зар» (иногда этот ритм так и называют — «зар») в Северной Африке |
| Малфу́ф (malfouf) 2/4              | Очень популярный ритм, часто используется в современной поп-музыке в Египте и Ливане                                                                                       |
| Карсила́ма (karsilama) 9/8=2+2+2+3 | Означает «лицом к лицу», играется сначала медленно, а затем быстро: 1 2 3 123. Популярен в народных греческих и турецких песнях, а также в современном турецком джазе      |